# Alpár Losoncz
Alpár Losoncz (Temerin, 7. srpnja 1958.) je profesor umjetnosti na novosadskom sveučilištu, filozofski kritičar i esejist.

## Životopis
Rođen je u Temerinu 1958. godine. Predavao je u Segedu na Fakultetu umjetnosti od 1991. godine. Danas predaje na novosadskom sveučilištu u statusu profesora, gdje je dugogodišnji predavač umjetnosti na novosadskom Fakultetu umjetnosti. 
Članke je objavio u časopisima iz Srbije (Forum, Stubovi kulture) i inozemstva. Bio je u uredništvu listova kao što su Polkja, Simpozium, Letunk, a u listu Habitus bio je glavnim urednikom i jednim od urednika Zlatne grede. 
Ističu mu se djela Hermeneutika memorije, Moderna na Kolonu, Evropske dimenzije, Suverenitet, moć i kriza i drugi.
Asocijacija pisaca Vojvodine mu je dodijelila svoju Nagradu Istvan Konc.

## Djela
- Hiányvonatkozások. Forum, Novi Sad, 1988.
- Moderna na Kolonu? (Modernitás: Kolonosz szigetén?). Beograd, Stubovi kulture, 1998.
- Az emlékezés hermeneutikája. Novi Sad, Forum, 1998.
- Európa – dimenziók. Kultúra, kontextus, kisebbségi távlatok. Forum, Novi Sad, 2002.
- Suffitientia ecologica, studija o koevoluciji između ekonomije i prirode (Suffitientia ecologica, stúdium a gazdaság és a természet koevolúciójáról). 2004, Stylos, Novi Sad.
- Suverenitet, moć i kriza (Szuverenitás, hatalom, válság). Svetovi, Novi Sad, 2006.
- Neoliberalizam, sudbina ili izbor  (K. Josifidis-szal). (Neoliberalizmus, sors vagy választás) Novi Sad, 2007.
- Globalizacija – rešenja i dileme (Globalizáció, válaszok és dilemmák, A. Ivanišević-tyal, S. Mitrović-tyal,). Fakultet tehničkih nauka, Novi Sad, 2008.
- Eseji o državi blagostanja. Futura publikacije (Esszék a jóléti államról, K. Josifidis-szal, N. Supictyal együtt), Novi Sad, 2009.
- Moć kao društveni događaj (A hatalom, mint társadalmi esemény). Novi Sad, Adresa, 2009.
- Merleau-Ponty filozófiája. Attraktor, Máriabesenyő-Gödöllő, 2010.

## Vanjske poveznice
- (mađ.) Losoncz Alpár: A különbség messianizmusa (Adorno a különbségről)
- (mađ.) Losoncz Alpár: A könyv metaforájától a szimulációig  Arhivirana inačica izvorne stranice od 5. ožujka 2016. (Wayback Machine)
- (mađ.) Losoncz Alpár: A nemzet mint értelmezés  Arhivirana inačica izvorne stranice od 28. studenoga 2018. (Wayback Machine)
- (mađ.) Losoncz Alpár: Populista volt-e Arendt?
- (mađ.) Losoncz Alpár: „Ajándék lónak ne nézd...” – Az ajándék horizontja
- (mađ.) Losoncz Alpár: A befejezetlen állam
- (mađ.) Losoncz Alpár: Kritika az élet távlatában. Michel Henry és a fenomenológiai kultúrkritika
- (mađ.) Losoncz Alpár: Egy kisebbségi érdekérvényesítési modell időközi mérlege: többletlehetőségek vagy többletillúziók?
- (mađ.) Losoncz Alpár: Minoritási nemzetforma az egyén, az állam és a közösség fényében  Arhivirana inačica izvorne stranice od 27. studenoga 2018. (Wayback Machine)
- (mađ.) Losoncz Alpár: A destabilizáció kódjelei
- (mađ.) Losoncz Alpár: Nullazuhatagok
- (srp.) Milorad Belančić Losoncz Alpárról[neaktivna poveznica]
- (srp.) Ivan Milenković Losoncz Alpárról